# Заклинский, Дмитрий Дмитриевич
 Дмитрий Дмитриевич Заклинский (15 [27] сентября 1876, Санкт-Петербург — 1928, Москва) — русский и советский военный инженер-электрик, руководитель военного радиотелеграфа (1917). Председатель технического комитета Военно-технического управления ЦС РККА.

## Биография
Родился 15 (27) сентября 1876 года в Санкт-Петербурге в дворянской семье.
Учился во 2-м Кадетском корпусе в Санкт-Петербурге, Николаевском Инженерном училище (с 1894), Военно-электротехнической школе (1899—1901).
Участник Русско-Японской и I Мировой войн, где поддерживал радиотелеграфную связь.
В августе 1917 года произведён в полковники и утверждён в должности Командира дивизиона.
В декабре 1917 года на Первом Всероссийском съезде радиотереграфистов в Петрограде был избран главным начальником Военного радиотелеграфа.
В 1918 году переведён из Владивостока в Москву.
Председатель технического комитета Военно-технического управления ЦС РККА.
Руководитель радиотелеграфии РККА.
Научный работник, член ЦС КИБУ, преподаватель вузов 2 ранга.
Скончался в 1928 году[уточнить], похоронен на Новодевичьем кладбище в Москве (1 участок, 13 ряд, № 4.).

## Семья
- Жена — Александра Николаевна Заклинская (1886, Красноярск — 1943, Москва) — учитель английского языка, персональный пенсионер.

Дочери:
- Заклинская, Евдокия Дмитриевна (1902-)[уточнить]
- Заклинская, Елена Дмитриевна (1910—1989) — палинолог[4].

## Членство в организациях
- Всероссийское общество российских инженеров (РОРИ) — один из учредителей в 1918.